# 17841 Karenlucci
17841 Karenlucci este o planetă minoră (asteroid), cu un diametru de 5,426 km, din centura de asteroizi. A fost descoperită pe 21 aprilie 1998 la Magdalena Ridge Observatory⁠(d) de Lincoln Near-Earth Asteroid Research. 
Obiectul prezintă o orbită caracterizată de o semiaxă mare de 2,6394308 UAi, o excentricitate de 0,048638, o înclinație de 14,94443 ° în raport cu ecliptica.